# エーヌ県
エーヌ県（エーヌけん、le département de l'Aisne）は、フランスのオー＝ド＝フランス地域圏の県である。名前は、県央を東西に貫流するエーヌ川（la rivière de l'Aisne、古代ラテン語名アクソナ川 Axona flumen）に由来する。

## 地理
県はノール県、ソンム県、オワーズ県、セーヌ＝エ＝マルヌ県、アルデンヌ県、そしてベルギーと接している。
2003年の国勢調査によると、県の森林面積は123,392ヘクタールで、県面積の16.6%である（フランス・メトロポリテーヌの平均は27.4%）。
主要河川はエーヌ川のほか、スヘルデ川、マルヌ川、ウルク川、ヴェール川、ソンム川、オワーズ川、セール川がある。県には多くの運河が交差している。

## 歴史

1790年以前の旧州で色分けされたエーヌ県。シャンパーニュ、イル＝ド＝フランス、ピカルディー

1790年、新設された83県とともに誕生した。州の分割と編成を、ルイ16世はジャン・シャルル・ド・サールに委託した（彼は1800年にラン市長となる）。県は地理的、歴史的、政策的にも異質である。地図を参照すると明らかなように、旧ピカルディー州、旧イル＝ド＝フランス、旧シャンパーニュからなる。

## 人口統計
エーヌ県は中規模都市1つ（サン＝カンタン）、3つの小規模都市（ソワソン、ラン、シャトー＝ティエリ）に、ショーニーとテルニエが付け足される。
県は19世紀半ばに農村からの人口流出で県人口の一部を減少させた。しかし、北部の県で起きた産業の発展で減少が鈍化した。県は第一次世界大戦にひどく影響を受け、その後1900年当時の人口を回復させる程度の増加を見た。1960年代からの30年間、産業の衰退による人口の減少が起きた。県西部だけが、パリ都市圏に近いため、現在も人口増加を続けている。
| 1801年  | 1831年  | 1841年  | 1851年  | 1856年  | 1861年  | 1866年  |
| ------- | ------- | ------- | ------- | ------- | ------- | ------- |
| 425.981 | 513.000 | 542.213 | 558.989 | 555.539 | 564.597 | 565.025 |
| 1872年  | 1876年  | 1881年  | 1886年  | 1891年  | 1896年  | 1901年  |
| 552.439 | 560.427 | 556.891 | 555.925 | 545.493 | 541.513 | 535.583 |
| 1906年  | 1911年  | 1921年  | 1926年  | 1931年  | 1936年  | 1946年  |
| 534.495 | 530.226 | 421.515 | 489.022 | 489.368 | 484.647 | 453.411 |
| 1954年  | 1962年  | 1968年  | 1975年  | 1982年  | 1990年  | 1999年  |
| 487.068 | 512.920 | 526.346 | 533.862 | 533.970 | 537.259 | 535.489 |
| 2010年  |         |         |         |         |         |         |
| 540.508 |         |         |         |         |         |         |

参照:SPLAF  et INSEE pour les années 2006 et 2007

## 主なコミューン
| コミューン         | 人口 2007 | 変遷 2007/1999 | コミューン             | 人口 2007 | 変遷 2007/1999 |
| ------------------ | --------- | -------------- | ---------------------- | --------- | -------------- |
| サン＝カンタン     | 56,471    | -4,4 %         | ヴィレール＝コトレ     | 10,090    | 2,6 %          |
| ソワソン           | 28,471    | -3,3 %         | イルソン               | 9,473     | -8,3 %         |
| ラン (フランス)    | 26,463    | == 0,8 %       | ボアン・ヴェルマンドワ | 6,212     | -5,8 %         |
| シャトー＝ティエリ | 14,794    | == -1,1 %      | ゴーシー               | 5,678     | == 1,3 %       |
| テルニエ           | 14,722    | -2,5 %         | ギーズ                 | 5,489     | -6,9 %         |
| ショーニー         | 12,517    | == 0 %         |                        |           |                |
| 出典: Insee        |           |                |                        |           |                |

## 政治
パリやイル＝ド＝フランスで働く世帯が住居をかまえているため、農村と都市労働者が混ざり合い、エーヌは長い間左翼志向の県だった。県一般理事会は1998年から左翼が過半数をしめており、県選出の国会議員も同様である。

## 文化
北部ではピカルディ語、南部ではシャンパーニュ語、イル＝ド＝フランスおよび県中央部・南部ではフランス語が話される。この言語の失敗が困難を物語っている。エーヌ県南部の住民は自らがピカルディ地域圏に属しているのだと認識するからである。

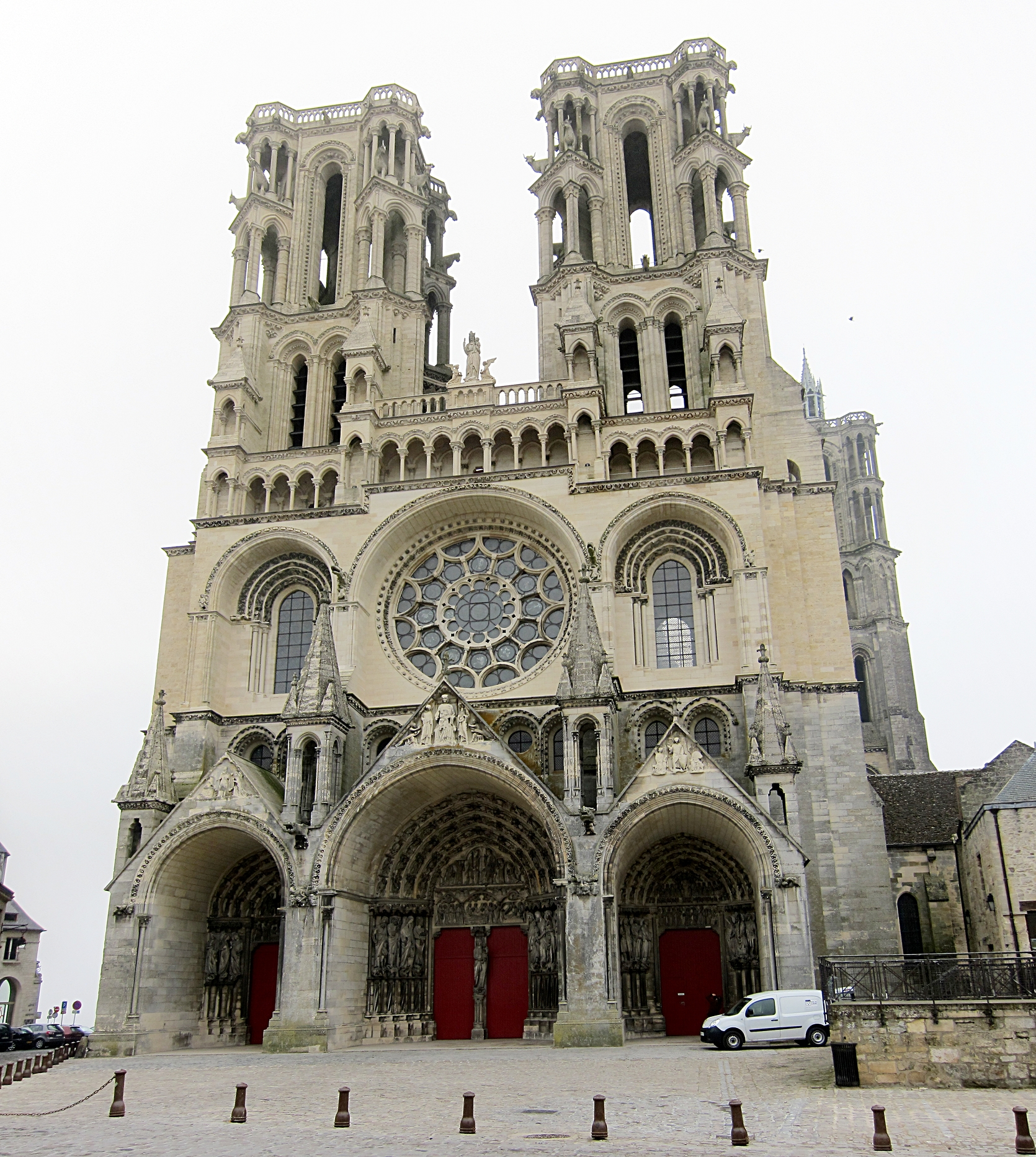
ラン大聖堂
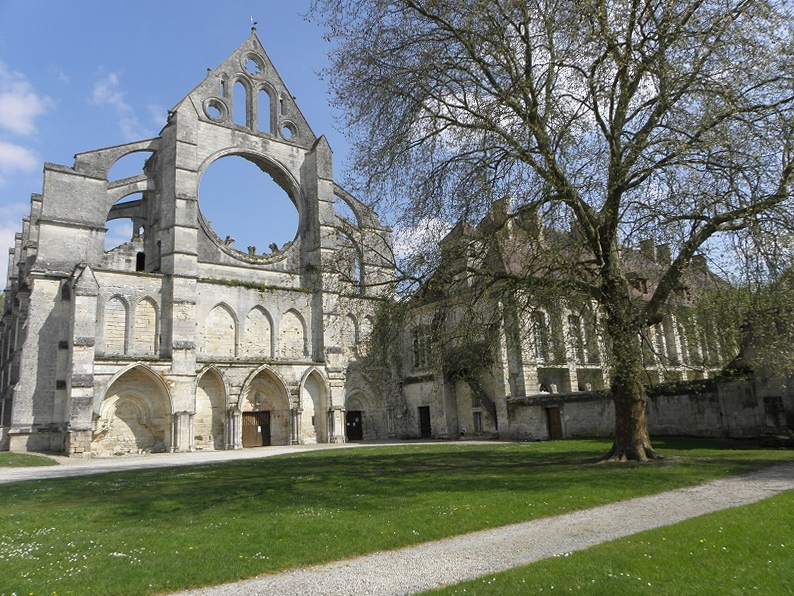
ロンポン修道院
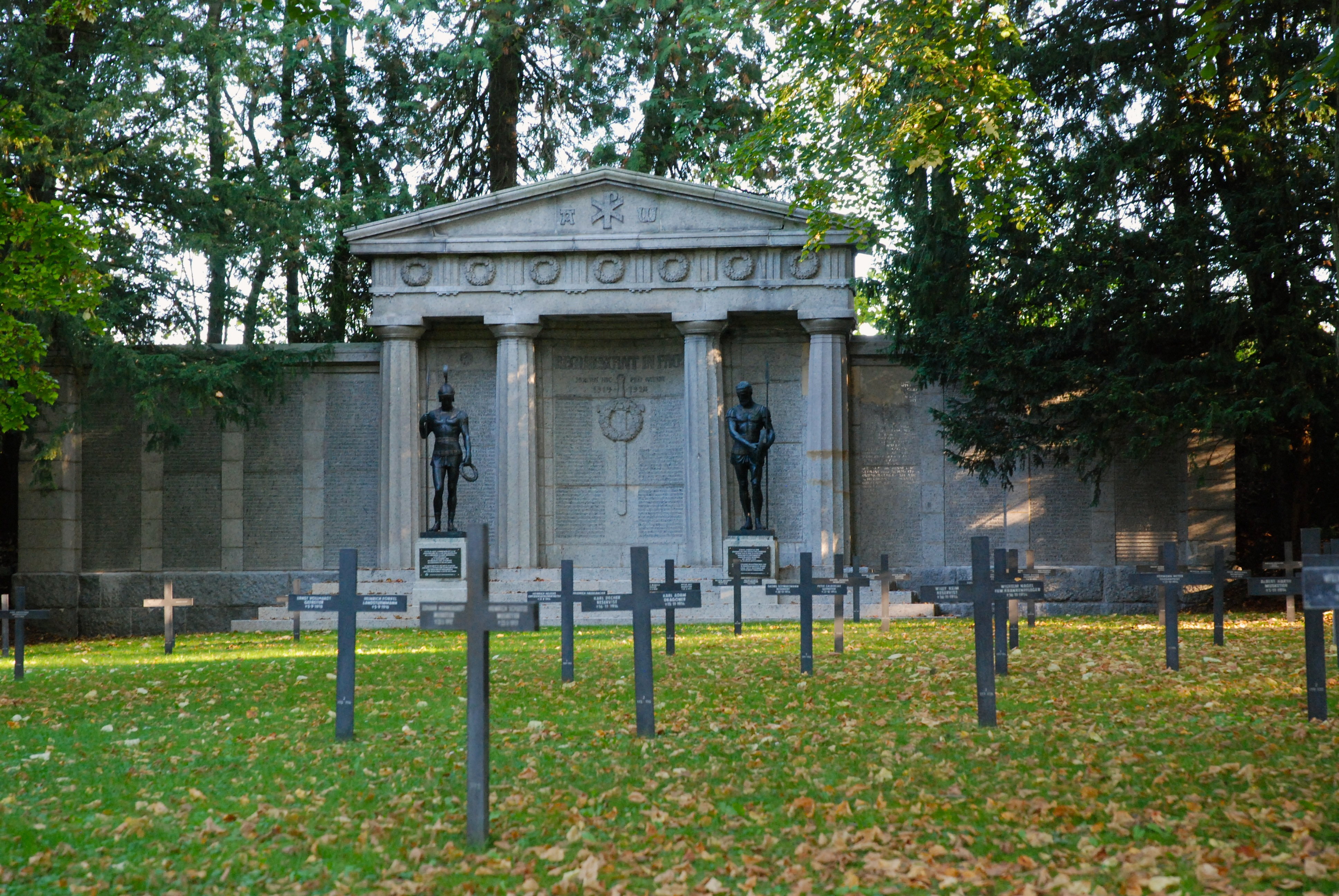
サン＝カンタンの第一次世界大戦ドイツ兵墓地
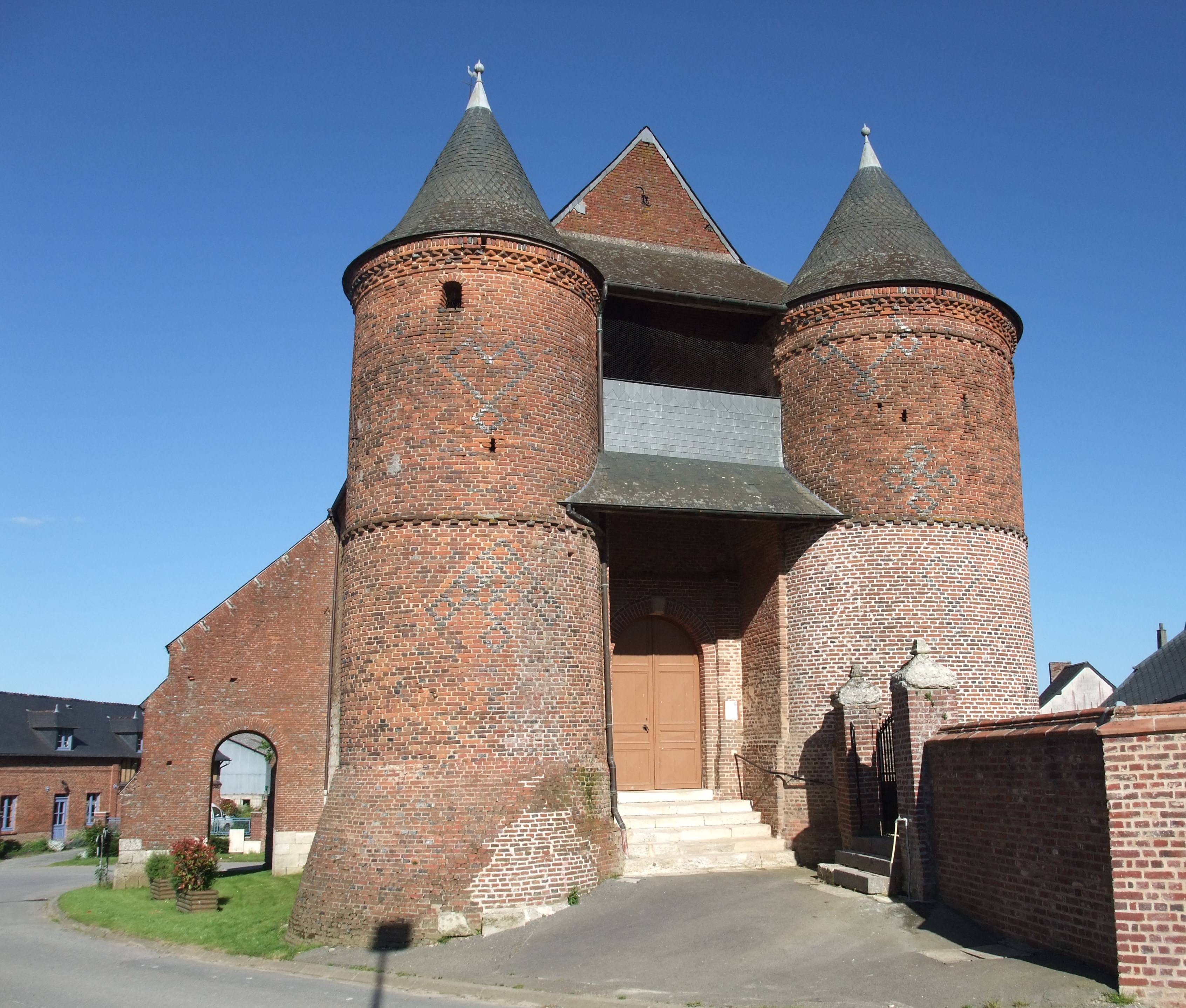
ティエラシュ地方の要塞教会
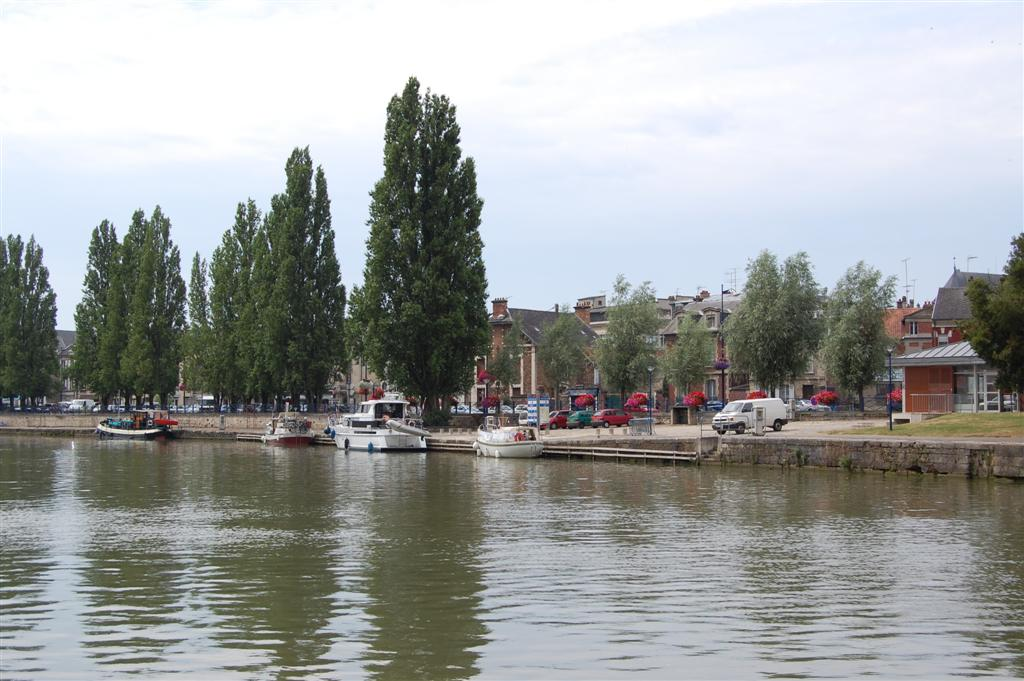
ソワソンのエーヌ河岸

## 関係者

### 居住その他ゆかりある人物
- ルイ・アントワーヌ・ド・サン＝ジュスト（フランス革命期の革命家）